# Dugald Stewart
Dugald Stewart (Edimburgo, 22 novembre 1753 – Edimburgo, 11 giugno 1828) è stato un filosofo britannico, rappresentante della Scuola scozzese di filosofia.

## Biografia
Dugald Stewart nacque a Edimburgo da Matthew Stewart (1715-1785), professore di matematica all'Università di Edimburgo (1747-1772). Studiò matematica e filosofia morale alla Royal High School della stessa università, dove ebbe per maestri rispettivamente il proprio padre e Adam Ferguson. Nel 1771 si trasferì all'Università di Glasgow dove fu allievo di Thomas Reid e ebbe come compagno di corso Archibald Alison (1757–1839), il futuro autore dell'Essays on the Nature and Principles of Taste, col quale Stewart allacciò una duratura amicizia.

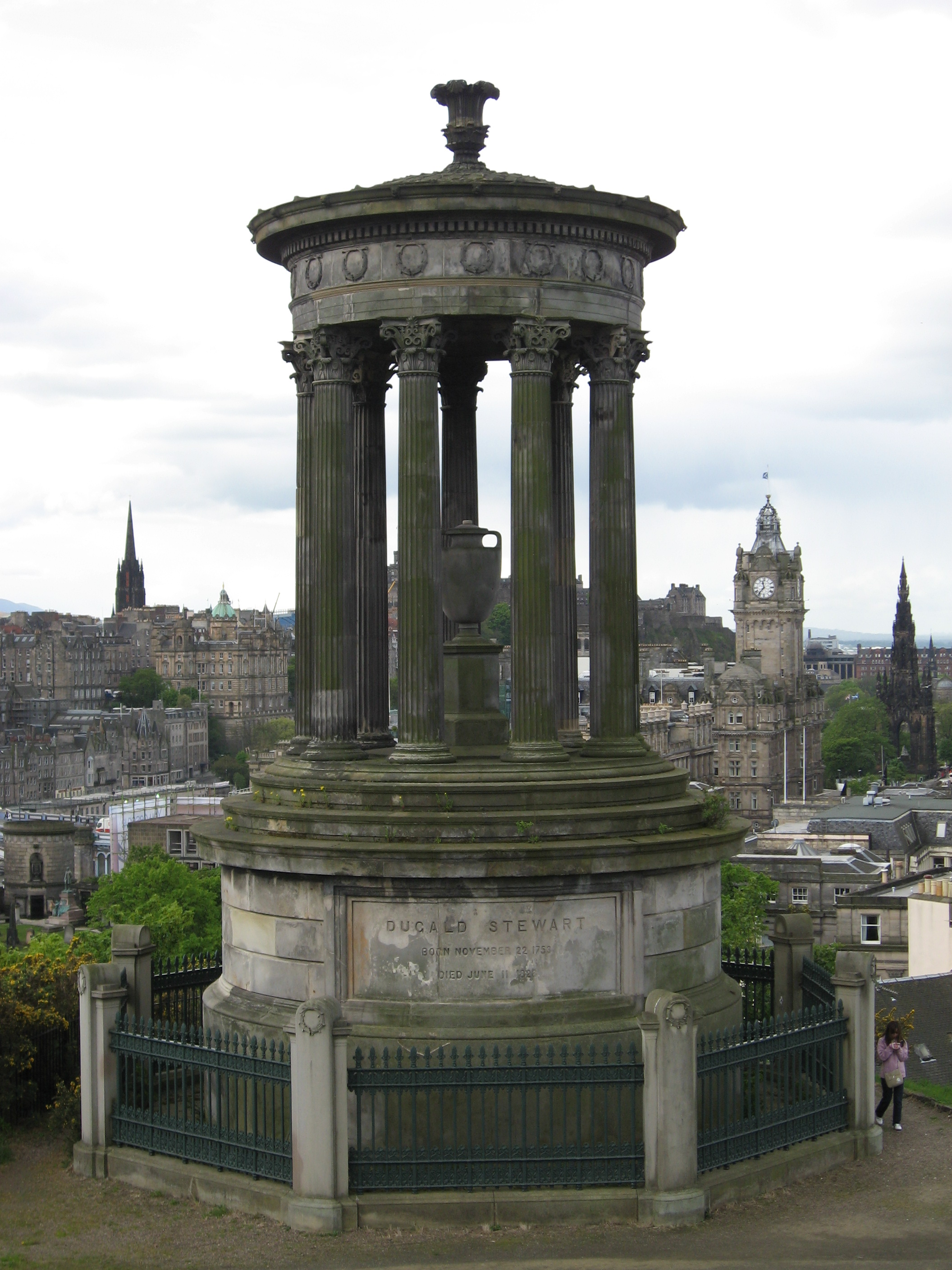
Monumento a Dugald Stewart, Edimburgo

Frequentò Glasgow per un solo anno: nel 1772, all'età di diciannove anni Dugald fu nominato lettore di matematica all'Università di Edimburgo da suo padre, la cui salute stava declinando, e iniziò a svolgere le lezioni di matematica. Nel 1775 fu nominato professore associato di matematica. Tre anni dopo fu nominato supplente anche da Adam Ferguson, che era stato nominato eletto membro di una commissione inviata nelle colonie americane per mediare fra i coloni e governo britannico; pertanto nella sessione 1778-1779, oltre al corso di matematico, Dugald Stewart svolse anche un corso di filosofia morale. Subentrò a Ferguson, nella cattedra di filosofia morale, nel 1785: rimase in cattedra per altri 25 anni, rendendola un centro di influenza intellettuale e morale. Fra i giovani che seguirono le sue lezioni, attratti dalla sua reputazione, devono essere citati: Lord Palmerston, Walter Scott, Francis Jeffrey, Henry Thomas Cockburn, Francis Horner, Sydney Smith, John William Ward, Henry Brougham, Thomas Brown, James Mill, James Mackintosh e lo storiografo Archibald Alison.
Nel giugno del 1814 fu eletto Fellow of the Royal Society

## Il pensiero
Dugald Stewart appartiene alla Scuola scozzese il cui primo rappresentante, Thomas Reid (1710-1796), peraltro maestro di Stewart, garantiva l'esistenza della realtà esterna e delle leggi di causalità (negate da Hume) col ricorso alle credenze tradizionali dell'umanità, ossia con il ricorso al "senso comune". Primi elementi della ragione umana, chiamati da Stewart "leggi fondamentali della credenza" sono: la credenza (esistenza) dell'io, la credenza della realtà del mondo materiale, la credenza dell'uniformità delle leggi di natura. Queste, per Stewart, sono sole le condizioni necessarie di ogni deduzione, ma non sono principi, ossia punti di partenza di ragionamenti per giungere ad altre verità.

## Opere principali
- Elements of the philosophy of the human mind (Elementi della filosofia della mente umana), in tre volumi (1792-1814- 1827), Edinburgh, 1792 - 1827
- Outlines of moral philosophy (Lineamenti di filosofia morale), Edinburgh, 1793
- Philosophical essays (Saggi filosofici), Edinburgh, 1810
- Philosophy of the active and moral powers of man (Filosofia delle facoltà attive e morali dell'uomo), Edinburgh, 1828
- Account of the Life and Writings of Adam Smith (Resoconto della vita e delle opere di Adam Smith, a cura di Adelino Zanini, Liberilibri, Macerata 2001)